# Sirok
Sirok è un comune dell'Ungheria di 2.107 abitanti (dati 2001). È situato nella contea di Heves.

## Etimologia
Il nome deriva dal termine slavo "širokъ", che significa "ampio" o "largo", come Široka Planina, Široký Důl e molti altri nomi simili slavi.